# Флаг Сухопутных войск России
Флаг и эмблема Сухопутных войск Российской Федерации.

## Флаг
Флаг Сухопутных войск утверждён приказом Министра обороны России 27 мая 2004 года.

Флаг Сухопутных войск представляет собой двухстороннее полотнище красного цвета. В центре полотнища — изображение малой эмблемы Сухопутных войск (золотая пылающая гренада на фоне двух перекрещённых мечей).
Отношение ширины флага к его длине 2:3. Отношение ширины эмблемы Сухопутных войск к длине флага 4:5.

## Эмблема
Эмблема Сухопутных войск утверждена приказом Министра обороны России 30 декабря 2001 года.

Малая эмблема Сухопутных войск — изображение золотой пылающей гренады на фоне двух перекрещённых мечей.
Средняя эмблема Сухопутных войск — изображение золотого двуглавого орла с распростёртыми крыльями, держащего в правой лапе серебряный меч, а в левой — серебряную пылающую гренаду; на груди орла — красный, треугольный, вытянутый книзу щит со штоком, восходящим к короне; в поле щита — всадник, поражающий копьём дракона.
Большая эмблема (герб) Сухопутных войск — изображение малой эмблемы в круглом красном геральдическом щите, обрамленном стилизованным историческим шитьём Военного министерства. В верхней части венка — эмблема Вооружённых Сил Российской Федерации. В нижней части венка красная лента с надписью: «СУХОПУТНЫЕ ВОЙСКА».

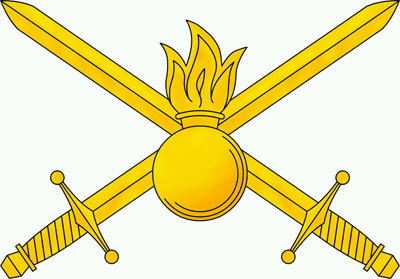
Малая эмблема Сухопутных войск России, 2001 г.
Средняя эмблема Сухопутных войск России, 2001 г.
Большая эмблема Сухопутных войск России, 2001 г.